# Nipergasilus bora
Nipergasilus bora är en kräftdjursart. Nipergasilus bora ingår i släktet Nipergasilus och familjen Ergasilidae. Inga underarter finns listade i Catalogue of Life.